# Tchibanga
Tchibanga est une ville du Gabon et le chef-lieu de la province de la Nyanga. Elle est située au bord du fleuve Nyanga dans le département de Mougoutsi, à 408 km au sud-est de Libreville. Sa population s'élevait à 24 000 habitants en 2008.

## Personnalités
- Viviane Biviga, maire de la ville de 2014 à 2019.
- Germain Ngoyo Moussavou, homme politique, né en 1957
- Séraphin Moundounga, homme politique, né en 1964
- Annie-Flore Batchiellilys, chanteuse née en 1967.
- Shiva N'Zigou, footballeur, né en 1983